# Deipe Bieke
Koordinaten: 51° 44′ 19″ N, 7° 23′ 12″ O
Das Naturschutzgebiet Deipe Bieke liegt auf dem Gebiet der Städte Lüdinghausen und Olfen im Kreis Coesfeld in Nordrhein-Westfalen.
Das Gebiet erstreckt sich südwestlich der Kernstadt von Lüdinghausen und nordwestlich der Kernstadt von Olfen zu beiden Seiten des Bockholter Baches. Östlich des Gebietes verläuft die B 474 und nordwestlich die B 58. Nordöstlich erstreckt sich das etwa 66,1 ha große Naturschutzgebiet Seppenrader Schweiz.

## Bedeutung
Das etwa 32,2 ha große Gebiet wurde im Jahr 1996 unter der Schlüsselnummer COE-033 unter Naturschutz gestellt. Schutzziele sind der Erhalt und die Optimierung des naturnahen Fließgewässers und seiner vielfältig strukturierten Aue mit Auenwäldern, Quellbereichen, feuchtem und artenreichem Grünland, Buchenwald und vielfältigen Kleingehölzen als Refugial-Lebensraum für zahlreiche, z. T. gefährdete Pflanzen- und Tierarten.